# Bildschirm (Zeitschrift)
Bildschirm war der Titel der ersten deutschen Fernsehprogrammzeitschrift (Wilhelm-Herget-Verlag, Stuttgart, Chefredakteur: Dr. Joachim Hoffmeister), die in den 50er-Jahren als Schwesterzeitschrift der ebenfalls im Wilhelm-Herget-Verlag erscheinenden Funk- und Fernseh-Illustrierten als damals einzige Programmzeitschrift ausschließlich die TV-Programme der öffentlich-rechtlichen Rundfunkanstalten sowie programmbegleitende Text- und Bildbeiträge (ohne Hörfunk-Programme) zum Inhalt hatte.
Ihre Bedeutung in der Geschichte des Fernsehens und in der Programmzeitschriften-Presse verdankt die Bildschirm-Illustrierte der Verleihung des ältesten deutschen Fernsehpreises. Die damals wöchentlich erscheinende TV-Zeitschrift verlieh im Jahre 1959 erstmals den Goldenen Bildschirm, dessen Preisträger aufgrund eines bundesweiten Leservotums ermittelt wurden. Zusätzlich zu diesem ersten deutschen Publikums-Fernsehpreis wurde später noch ein Goldener Bildschirm der Fernsehkritik ins Leben gerufen, zu dessen Juroren so prominente Kritiker wie Joachim Kaiser, Manfred Delling und Hans Hellmut Kirst zählten und mit dem vor allem außergewöhnliche Fernsehproduktionen und erfolgreiche Regisseure ausgezeichnet wurden. Mit dem Goldenen Bildschirm honorierte das Fernsehpublikum dagegen die Leistungen von so beliebten Künstlern wie Heinz Rühmann, Inge Meysel, Hans-Joachim Kulenkampff, Peter Frankenfeld, Jürgen Roland, Joachim Fuchsberger, Caterina Valente und Peter Alexander. Der Preis wurde alljährlich bis 1977 an Fernsehschaffende vergeben und danach nicht mehr verliehen.
Bereits Anfang 1960 wurden die beiden im Wilhelm-Herget-Verlag erscheinenden Programmzeitschriften Bildschirm und Funk- und Fernseh-Illustrierte sowie die Düsseldorfer Zeitschrift TV-Fernseh-Woche vom Heinrich-Bauer-Verlag, Hamburg, übernommen und mit dessen Programmzeitschrift Hören und Sehen zu dem Titel TV Hören und Sehen vereinigt.